# باراترون
باراترون یا باراتر نام پرتگاه مخوف و هولناکی در نزدیکی اسپارت بود که بدان چاه باراتر هم می‌گفتند و در عهد یونان باستان از این مکان برای مجازات برخی افراد یا پرتاب اجساد مردگان در آن استفاده می‌کردند.
از جمله مجازاتهای معمول که در یونان باستان، برای متهمان ذی الحقوق (صاحبان حقوق مدنی و اجتماعی) به کار می‌رفت، یکی خوراندن شوکران و دیگری واژگون ساختن و افکندن آنها در پرتگاه یا چاه باراترون بود. در مورد مجازات اعدام برای متهمان ذی الحقوق، مقرر شده بود که مرگ آنها در کوتاهترین زمان ممکن و بدون رنج و درد و عذاب صورت بگیرد. به همین جهت یا به متهم شوکران می‌خوراندند که بدن را به تدریج کرخت و بی حس می‌کرد و این بی حسی از اندامهای تحتانی(پاها) آغاز می‌شد و چون به قلب می‌رسید، موجب هلاکت می‌گردید یا محکوم را پیش از مرگ یا حتی پس از مرگ از فراز صخره‌ای مرتفع به درون پرتگاهی مخوف که باراتر یا باراترون نام داشت، می‌انداختند.
همچنین نزد اسپارتی‌ها که شهرشان در مجاورت این صخره واقع شده بود، معمول بود که اطفال سقط شده و علیل و ناتوان را نیز، در چاه باراترون می‌افکندند.
یکی از جملات جالبی که در مورد این مکان گفته شده، جمله آریستید است، که در مورد خود و رقیب سیاسی اش تمیستوکل، که غالبا با یکدیگر عقاید مخالف و مقابل داشتند، گفته بود: «آتن وقتی منظم خواهد شد که آریستید و تمیستوکل را در چاه باراتر بیاندازند!»

## منبع
- اصول حکومت آتن، ارسطو، ترجمه و تحشیه: دکتر محمدابراهیم باستانی پاریزی، با مقدمه: دکتر غلامحسین صدیقی، شرکت سهامی کتابهای جیبی، چاپ سوم، ۱۳۷۰، حواشی صفحات: ۸۹ و ۱۹۰[با تغییراتی در نثر و جمله بندی]